# Larinia jamberoo
Larinia jamberoo is een spinnensoort in de taxonomische indeling van de wielwebspinnen (Araneidae).
Het dier behoort tot het geslacht Larinia. De wetenschappelijke naam van de soort werd voor het eerst geldig gepubliceerd in 2008 door Volker W. Framenau & Scharff.